# Березина, Анастасия Игоревна
Анастаси́я И́горевна Бере́зина (29 сентября 1997, Москва — 4 августа 2019) — российская футболистка, полузащитница.

## Биография
Воспитанница футбольного клуба «Чертаново», занималась в клубе более десяти лет, первый тренер — Наталья Титкова.
В основной команде «Чертаново» в высшей лиге России дебютировала 18 апреля 2017 года в матче против ЦСКА, заменив на 71-й минуте Алсу Абдуллину. В стартовом составе вышла первый раз 30 апреля 2017 года в игре против клуба «Рязань-ВДВ». Всего за «Чертаново» в высшей лиге сыграла 6 матчей, все — в первой половине сезона 2017 года. Со своим клубом стала финалисткой Кубка России 2017 года, отличилась голом в игре 1/8 финала против ярославской «ДЮСШ-13» (18:0), однако в финальном матче не играла.
Выступала за юниорскую и молодёжную сборные России, всего провела 22 матча и забила 9 голов. Дважды делала дубль в матчах отборочного турнира молодёжного чемпионата Европы — против Белоруссии и Македонии. Победительница турнира «Кубанская весна» 2014 года.
Умерла 4 августа 2019 года на 22-м году жизни во сне от остановки сердца.